# Polizeiruf 110: Eine nette Person
Eine nette Person ist ein deutscher Kriminalfilm von Gunter Friedrich aus dem Jahr 1983. Der Fernsehfilm erschien als 86. Folge der Filmreihe Polizeiruf 110.

## Handlung
Edith Sass ist mit Ulli Streese, einem Friseur, befreundet. Der Traum von beiden ist ein eigener Friseursalon, doch haben sie das Geld dafür nicht. Die gelernte Schneiderin Edith beginnt gezielt, alleinstehende Rentner anzusprechen. Sie wird deren Vertraute, präsentiert sich ihnen als nette Person, hilft im Haushalt, macht Besorgungen und betätigt sich als Schneiderin. Irgendwann borgt sie sich von den Rentnern Geld und hinterlässt einen Schuldschein, der entweder ebenfalls verschwindet oder unleserlich unterschrieben ist. Das Geld sehen die Opfer nie wieder. Eine alte Frau ist kurz nach dem Fall an Altersschwäche verstorben und auch der alte Otto Schulze verstirbt, bevor Edith ihm das Geld zurückzahlt. Der Schuldschein über 14.000 Mark, den die Erben bei ihm finden, ist unleserlich unterschrieben, zumal Edith Sass sich ihren Opfern als Edith Hausmann vorstellt. Sie hat nicht nur das Geld an sich genommen, sondern auch Schulzes Auto. Edith mischt sich zudem unter die Trauergäste der Beerdigung und nimmt am Leichenschmaus teil, was vor allem Otto Schulzes Verwandte Ruth Hinze gegen Edith aufbringt.
Edith hat unterdessen einen neuen Rentner ausfindig gemacht: Ihr Freund weist sie auf den alleinstehenden Bruno Gensicke hin, mit dem sie „zufällig“ Bekanntschaft macht und nach einem gemeinsamen Kinobesuch schließlich im Bett landet. Er macht sich Hoffnungen auf eine feste Beziehung und beide sehen sich nun öfter. Irgendwann fehlt jedoch eine wertvolle Familienuhr aus Brunos stets unverschlossener Wohnung. Edith hat die Uhr an sich genommen und an einen Antiquitätenladen verkauft. Sie tröstet Bruno, dem der Verlust der Uhr zu schaffen macht. Wenig später deutet sie an, einen Gefrierschrank erwerben zu können, dafür aber Geld zu brauchen. Bruno hat kein Vermögen und leiht ihr seine letzten 350 Mark, die er eigentlich für die Winterkohlenlieferung beiseite gelegt hat. Edith verschwindet. Als er sie wenig später mit anderer Perücke in der Stadt sieht und sein Geld zurückfordert, stößt sie ihn von sich, Bruno stürzt, erleidet einen Herzanfall und wird ins Krankenhaus eingeliefert.
Längst ist die Kriminalpolizei auf den Fall aufmerksam geworden. Hauptmann Peter Fuchs überlässt den Fall dem neuen Leutnant Berndt, der eigentlich lieber eine spannende Aufgabe gelöst hätte, langsam jedoch in den Fall einsteigt. Er findet ältere Betrugsdelikte nach gleichem Muster und kann erste Phantombilder von Edith erstellen lassen. Am treffendsten zeichnet Bruno selbst Edith, da er Hobbymaler ist. Edith gewinnt unterdessen das Vertrauen von Ruth Hinzes Schwägerin Charlotte, kümmert sich um sie und hilft ihr im Haushalt. Sie bringt Charlotte dazu, auszugehen, besucht mit ihr Cafés und die Oper und weckt in der alten Frau neue Lebensfreude. Diese plant daher, mit ihrer Schwägerin Ruth zu verreisen, auch wenn Ruth Charlotte vor Edith warnt. Ruth kommt das Verhalten der Frau Hausmann merkwürdig vor. Edith bittet Charlotte eines Tages um Geld für die Anzahlung eines Autos. Sie hat heimlich in Charlottes Sparbuch geschaut und weiß, dass Charlotte wohlhabend ist. Sie will von ihr 11.000 Mark leihen und Charlotte hebt das Geld für sie ab. Ruth zeigt zur selben Zeit den Fall bei der Polizei an und die Ermittler eilen zu Charlottes Wohnung. Charlotte hat unterdessen ein schlechtes Gefühl dabei, ihre gesamten Ersparnisse an Edith zu geben. Sie verweigert ihr das Geld. Als Charlotte aus dem Zimmer geht, nimmt Edith das Geld dennoch an sich. Charlotte sieht es, als sie zurückkommt. Beim folgenden Handgemenge stößt Edith Charlotte zu Boden, wo die alte Frau reglos liegenbleibt. Überstürzt verlässt Edith die Wohnung. Die Ermittler erscheinen kurze Zeit später und sehen Edith im Wagen flüchten. Das Kennzeichen hilft ihnen jedoch kaum weiter, ist der Wagen doch noch auf Otto Schulze zugelassen.
Ein ABV erkennt Edith auf dem Fahndungsplakat, und sie wird festgenommen. Sie ergibt sich ohne Gegenwehr, da auch ihr Freund von ihr und ihren Machenschaften nichts mehr wissen will. Auf der Wache wird sie ihren Opfern, darunter Bruno und Charlotte, gegenübergestellt und bittet schließlich darum, abgeführt zu werden.

## Produktion
Eine nette Person wurde von Januar bis Februar bzw. vom 15. Februar bis 13. April 1983 unter dem Arbeitstitel Oma Hinze in Berlin gedreht. Die Kostüme des Films schuf Helene Hohensee, die Filmbauten stammen von Knut Lempio. Der Film erlebte am 25. September 1983 im 1. Programm des Fernsehens der DDR seine Premiere. Die Zuschauerbeteiligung lag bei 52,8 Prozent.
Es war die 86. Folge der Filmreihe Polizeiruf 110. Hauptmann Peter Fuchs ermittelte in seinem 53. Fall. Beim Leistungsvergleich des DDR-Fernsehens für Werke der dramatischen Kunst des Jahres 1983 erhielt Polizeiruf 110: Eine nette Person 1984 das Prädikat „Besonders wertvoll“.